# Nephthea
Nephthea är ett släkte av koralldjur. Nephthea ingår i familjen Nephtheidae.

## Bildgalleri

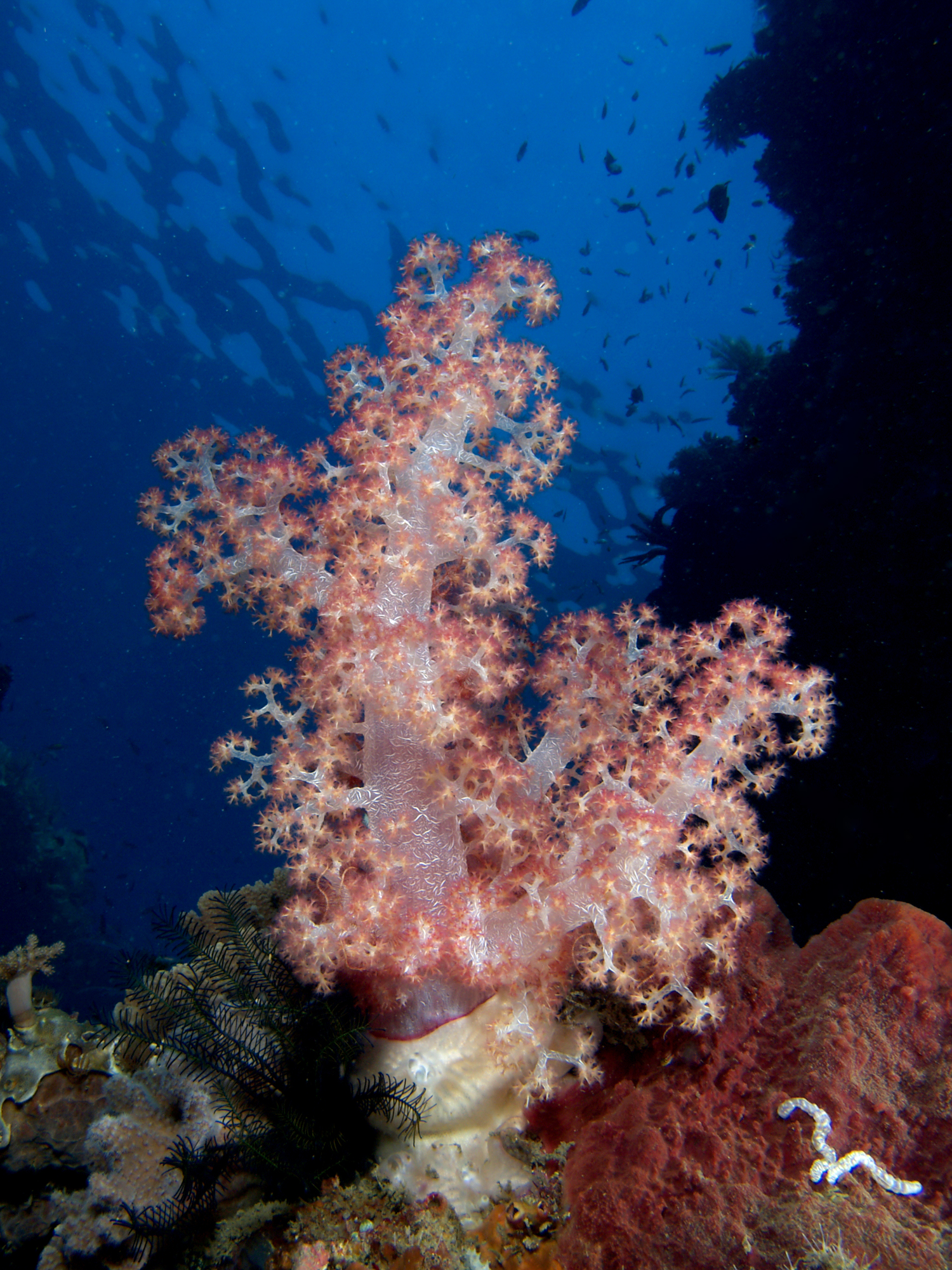

## Dottertaxa tillNephthea, i alfabetisk ordning[1]
- Nephthea aberrans
- Nephthea acuticonica
- Nephthea albida
- Nephthea amentacea
- Nephthea armata
- Nephthea arvispiculosa
- Nephthea bayeri
- Nephthea berdfordi
- Nephthea brassica
- Nephthea bumasta
- Nephthea capnelliformis
- Nephthea cervispiculosa
- Nephthea chabrolii
- Nephthea columnaris
- Nephthea compacta
- Nephthea concinna
- Nephthea corallina
- Nephthea crassa
- Nephthea cupressiformis
- Nephthea debilis
- Nephthea digitata
- Nephthea elatensis
- Nephthea elongata
- Nephthea erecta
- Nephthea filamentosa
- Nephthea galbuloides
- Nephthea globulosa
- Nephthea gracillima
- Nephthea grisea
- Nephthea hirsuta
- Nephthea junipera
- Nephthea laevis
- Nephthea lanternaria
- Nephthea legiopolypa
- Nephthea mollis
- Nephthea nigra
- Nephthea pacifica
- Nephthea pyramidalis
- Nephthea rubra
- Nephthea setoensis
- Nephthea sibogae
- Nephthea simulata
- Nephthea sphaerophora
- Nephthea striata
- Nephthea tenuis
- Nephthea thujaria
- Nephthea tixierae
- Nephthea tongaensis
- Nephthea zanzibarensis